# Felicitas Svejda

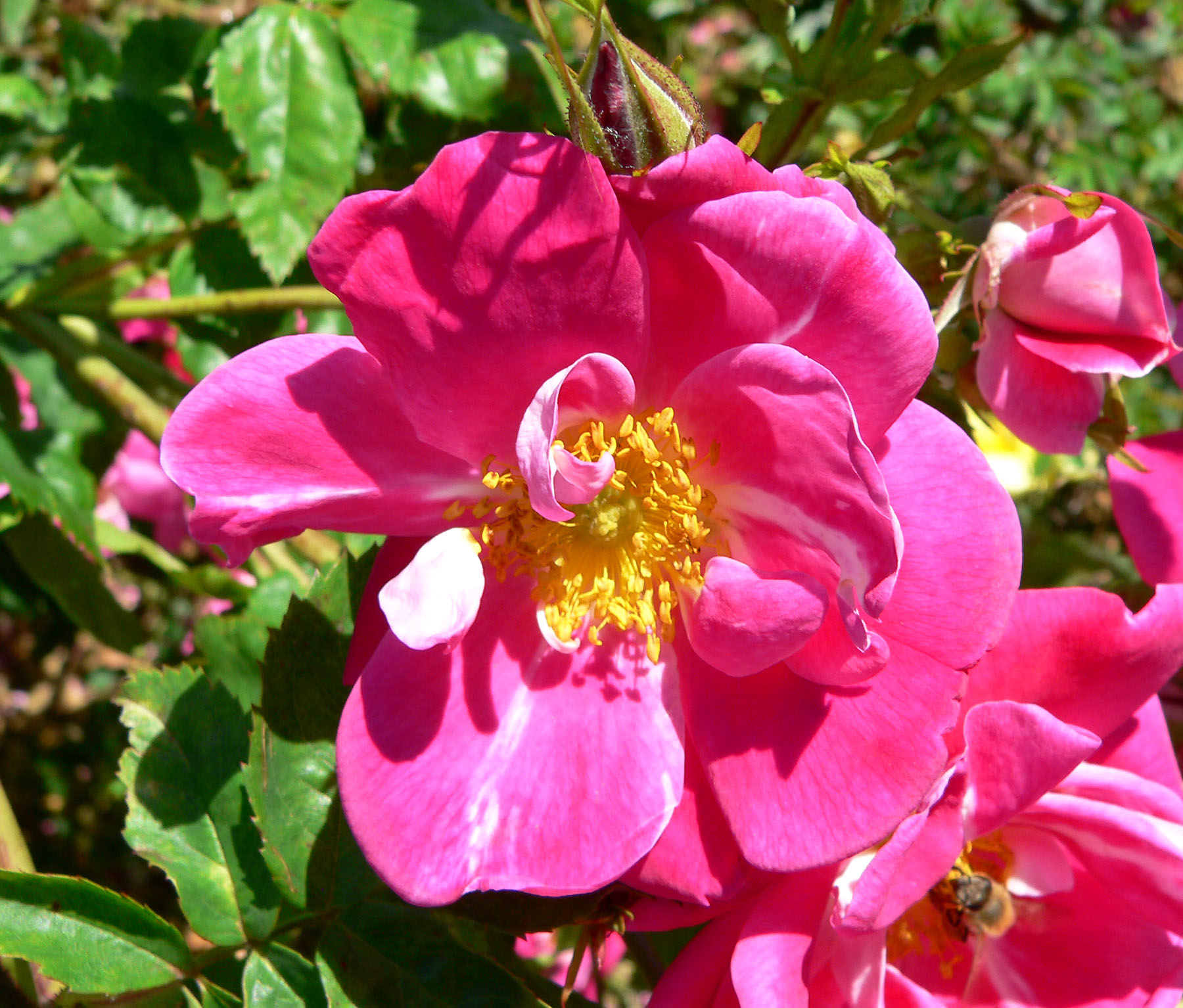
Rosa William Baffin

Felicitas Julia Svejda (* 8. November 1920 in Wien, Österreich; † 19. Januar 2016 in Ottawa, Kanada) war eine österreichisch-kanadische Botanikerin, Statistikerin und Genetikerin. Sie leitete auf der zentralen Versuchsfarm des kanadischen Landwirtschaftsministeriums das Rosenzüchtungsprogramm und züchtete 25 Rosensorten, die in Gebieten mit durchschnittlichen Wintertemperaturen von −30 bis −50 Grad Celsius gedeihen.

## Leben und Werk
Svejda wurde 1920 als Einzelkind in Wien geboren, ihre Mutter war die aus Neustadtl in Mähren gebürtige Ludmilla Svejda. Sie promovierte in Ingenieur- und Agrarwissenschaften an der Universität für Bodenkultur Wien und schrieb ihre Arbeit über den Niedergang des Weinbaus in Österreich (1948). Von 1947 bis 1951 arbeitete sie als wissenschaftliche Assistentin für Agrarökonomie an dieser Hochschule. Anschließend zog sie nach Schweden, um in der Pflanzenzuchtstation des schwedischen Saatgutverbandes in Svalöv zu arbeiten.
Sie zog 1953 nach Kanada und hoffte bei der Einwanderung, in dem für Kanada sehr bedeutenden Getreideanbau arbeiten zu können. Aber ihre Vorgesetzten bei der Central Experimental Farm/Ferme expérimentale centrale weigerten sich, eine Frau in einer so wichtigen Funktion einzusetzen, also arbeitete sie bis 1961 als Statistikerin in der Getreideabteilung, bevor sie eine Stelle in der Zierpflanzenzüchtung annahm.
Das Landwirtschaftsministerium gab ihr den Auftrag, Rosen zu entwickeln, die der Kälte trotzen, aber auch den ganzen Sommer über regelmäßig blühen sollten. Sie hatte ihren ersten Erfolg mit einer zartrosa Rose, die sie nach dem Polarforscher Martin Frobisher benannte. Der Samen-Elternteil war ein in Deutschland gezüchteter Strauch, der von der robusten, in Nordjapan beheimateten Rosa rugosa abstammte. Der Pollenelternteil war unbekannt, da die Blüten von Bienen befruchtet worden waren.
Ab den 1960er und 1970er Jahren lehnte sie die damaligen Gartennormen ab und verwendete bei ihren Setzlingen keinen Dünger und keine Pestizide, infolgedessen überlebten nur ihre stärksten Hybriden. 1968 begann sie Kanadas ersten landesweiten Versuch mit Ziersträuchern, um das Überleben von Rosen im lokalen Klima in ganz Nordamerika zu testen. Sie kreierte die Explorer-Rosenserie, benannt nach kanadischen Entdeckern, die die Central Experimental Farm in Ottawa für ihren Rosenanbau berühmt machte. Die Rosenserie umfasst 25 verschiedene Sorten, die zwischen 1968 und 1999 herausgebracht wurden.
Sie schickte ihre Rosen und andere Pflanzen an entlegene Orte, darunter Fredericton in der Provinz New Brunswick, Kapuskasing im Norden Ontarios und Swift Current in Saskatchewan, zudem an Gärten in den US-Bundesstaaten Wisconsin und Minnesota. Ihre Versuche an mehreren Standorten trugen dazu bei, dass sich die endgültigen Hybriden, die schließlich in ganz Kanada und weltweit zum Verkauf angeboten wurden, an verschiedene Anbaubedingungen anpassen konnten. Svejda benannte die Sorten der Explorer Rose Series zu Ehren kanadischer Entdecker: Alexander Mackenzie, Captain Samuel Holland, Samuel de Champlain, Charles Albanel, David Thompson, De Montarville, Frontenac, George Vancouver, Henry Hudson, Henry Kelsey, J. P. Connell, Jens Munk, John Cabot, John David, Lambert Closse, Louis Jolliet, Marie-Victorin, Martin Frobisher. Heute sind diese Sorten die beliebtesten winterharten Rosen der Welt. Svejda entwickelte auch andere Zierpflanzen, darunter fünf winterharte Weigelias, die nach den Tänzen Menuett, Rumba, Samba und Tango benannt sind, und die Forsythie Northern Gold.
Als Svejda 1985 in den Ruhestand ging, wurde das Zierpflanzenprogramm an das Labor von Agriculture Canada in L’Assomption in der Provinz Québec übergeben und schließlich in den privaten Sektor ausgegliedert.
Svejda veröffentlichte zu ihrer Arbeit eine Vielzahl von Artikeln und dokumentierte die Entstehung der Explorer-Rose-Reihe in der Zeitschrift Roses-Canada, deren Inhalt 2008 in einem Buch mit dem Titel The Canadian Explorer Roses verarbeitet wurde.
Svejda lebte in Nepean bei Ottawa, bis sie in ein Pflegeheim in New Edinburgh, einem Stadtteil der Hauptstadt, zog. Gegen Ende ihres Lebens litt sie an der Alzheimer-Krankheit.
Sie vermachte der York University in ihrem Testament ein nicht zweckgebundenes Geschenk in Höhe von 300.000 Dollar. Um sie zu ehren, werden mit einem Teil ihres Vermächtnisses Aufnahmestipendien in ihrem Namen für Biologiestudenten am Campus Glendon der Universität finanziert.

## Auszeichnungen (Auswahl)
- 1985: Verdienstzertifikat der britischen Royal National Rose Society für die Rosensorte John Cabot[1]
- 1999: Verdienstzertifikat der Canadian Ornamental Plant Foundation[5]
- 2000: Ehrendoktorwürde der York University[1]
- 2004: Goldmedaille von Portland[5]

## Rosengalerie

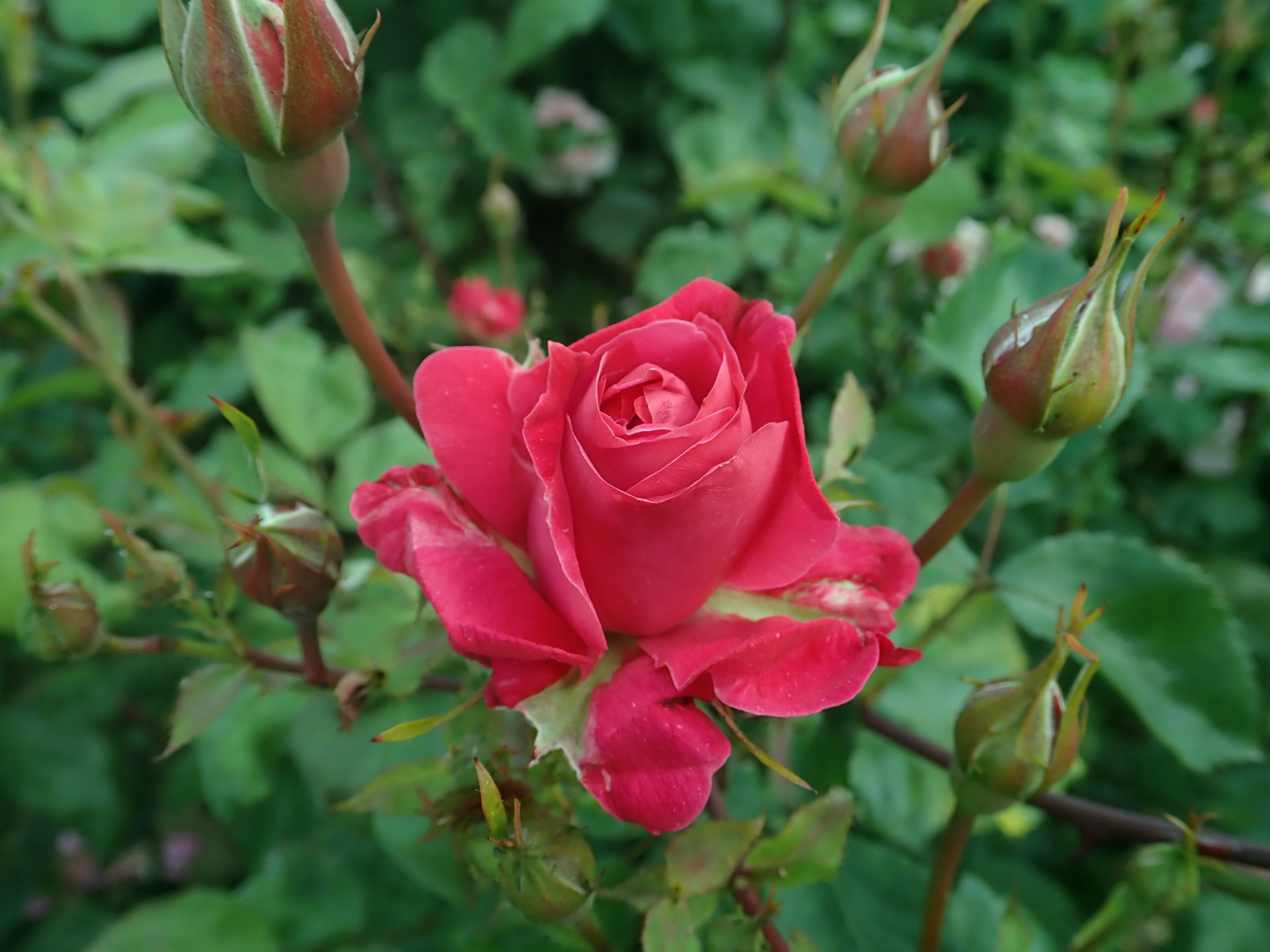
Alexander MacKenzie
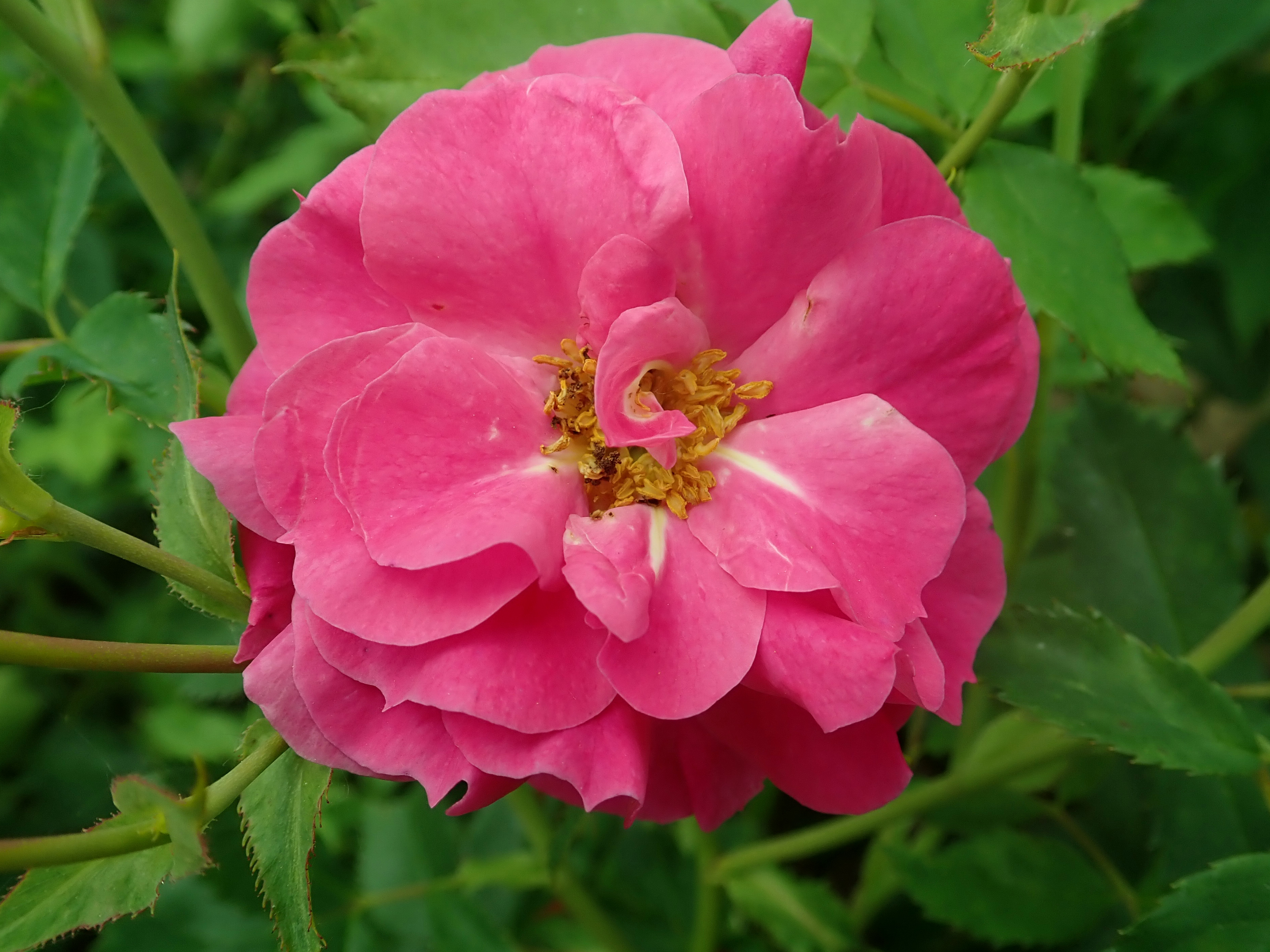
Captain Samuel Holland
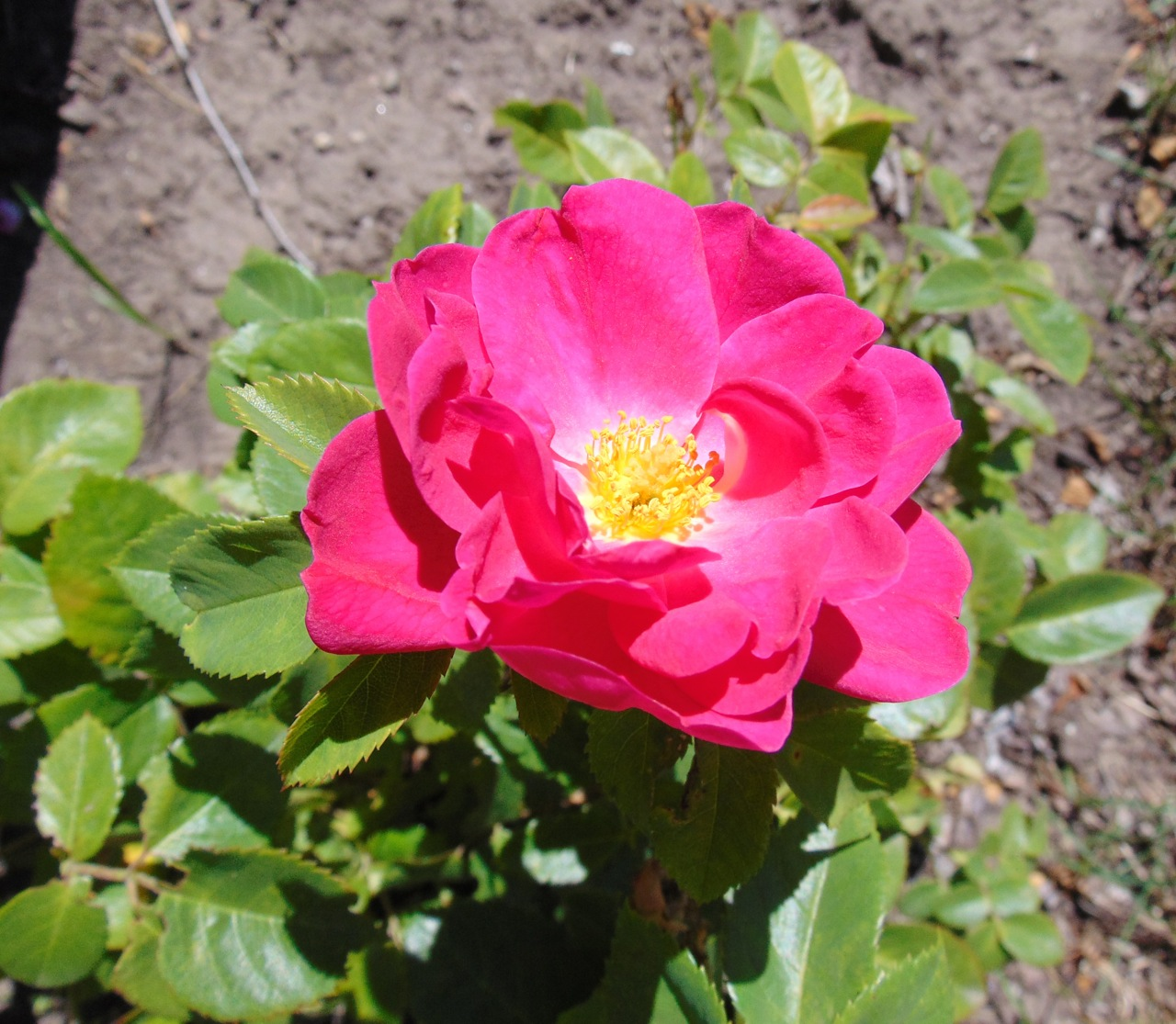
John Cabot
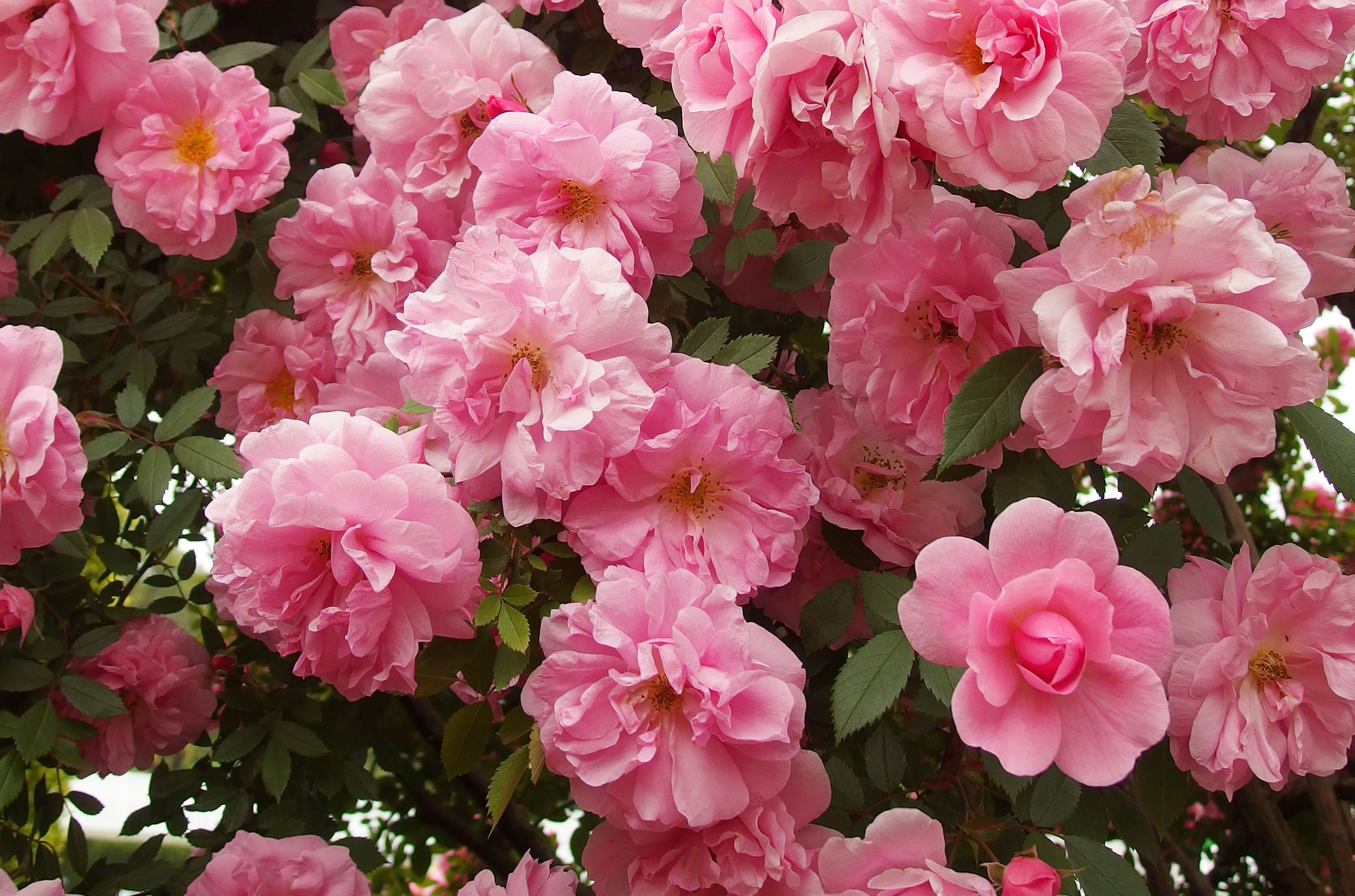
John Davis
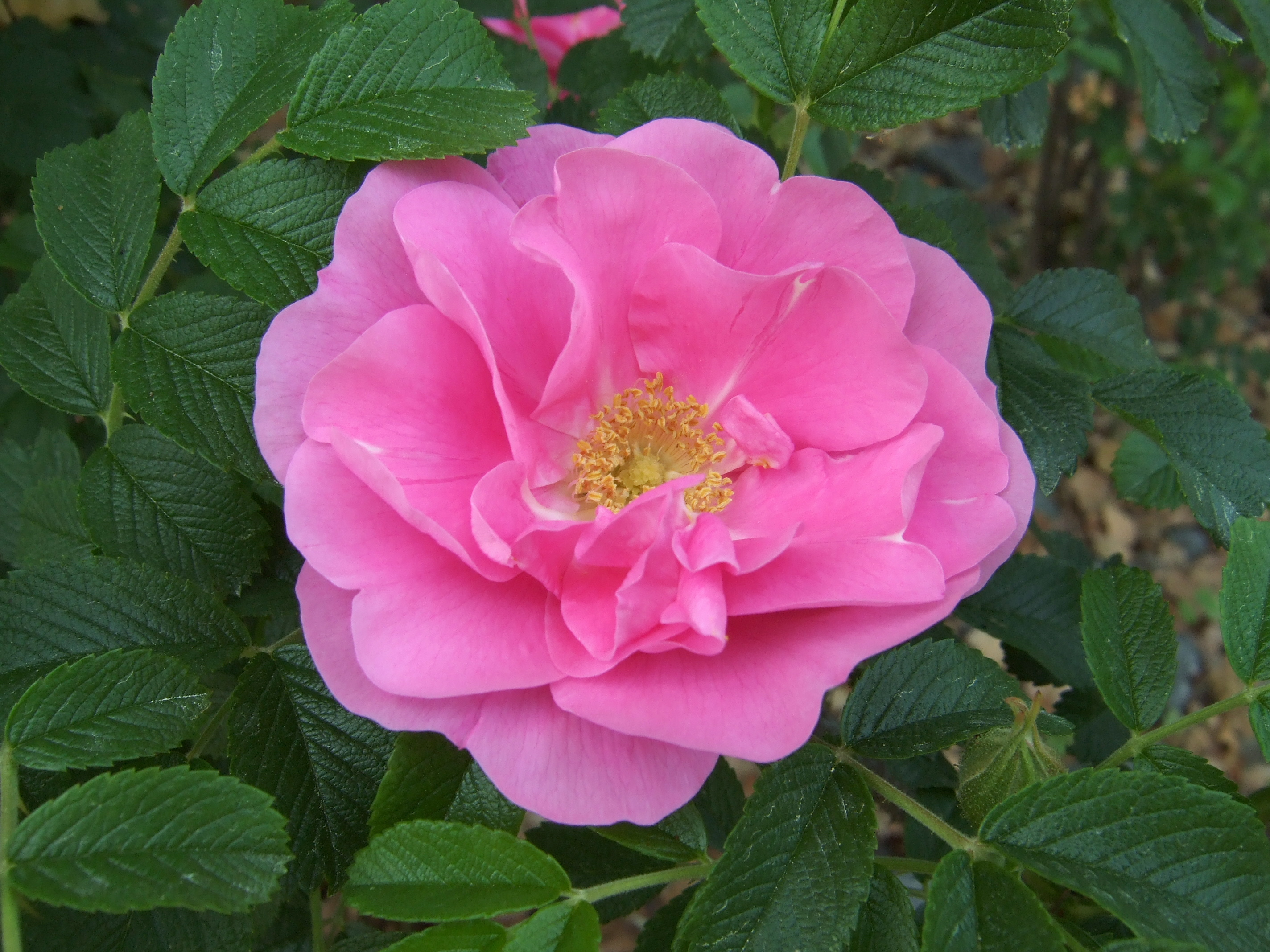
Jens Munk
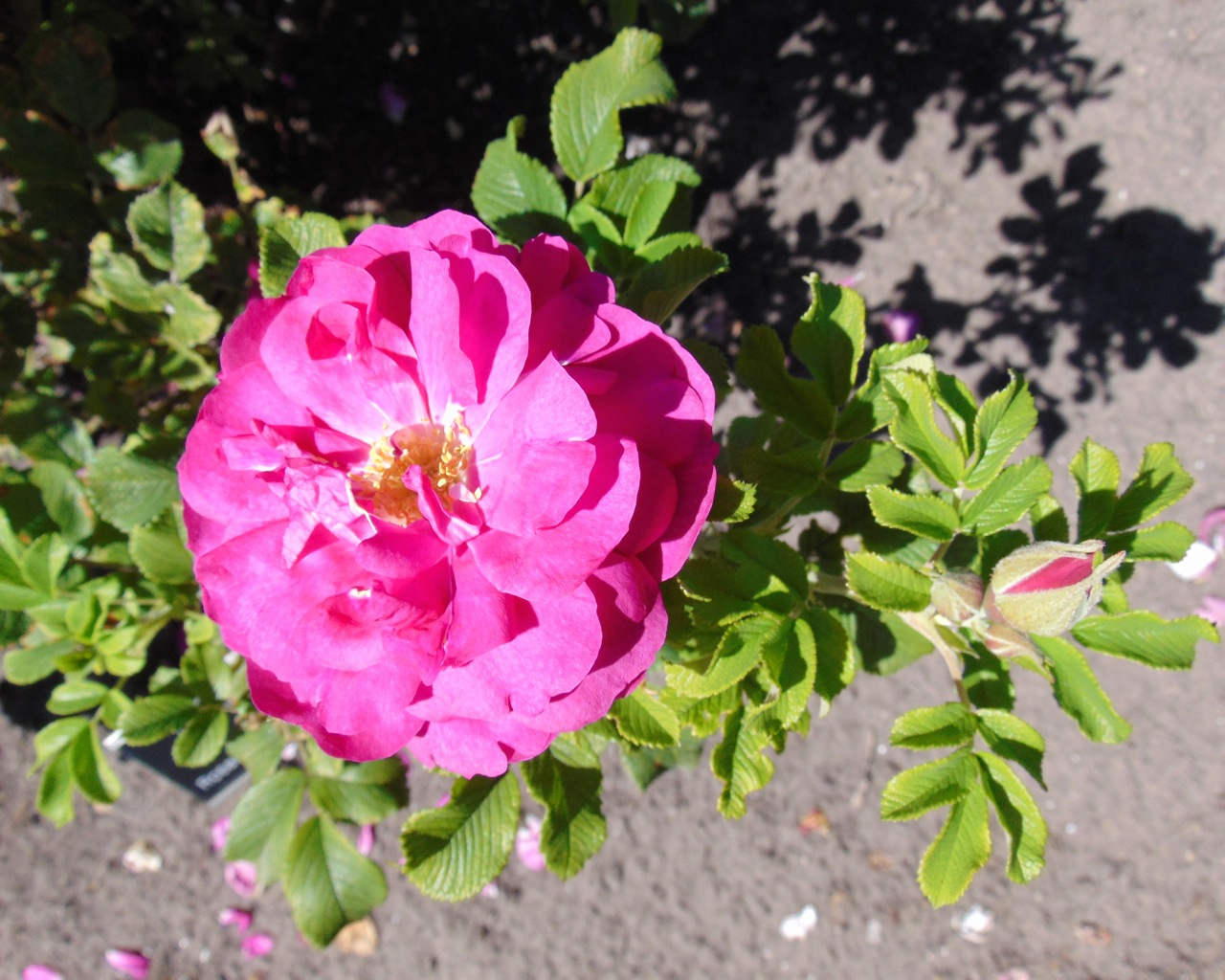
David Thompson